# Campyloneurum serpentinum
Campyloneurum serpentinum là một loài thực vật có mạch trong họ Polypodiaceae. Loài này được (Christ) Ching miêu tả khoa học đầu tiên năm 1940.